# 山形県道4号米沢飯豊線
山形県道4号米沢飯豊線（やまがたけんどう4ごう よねざわいいでせん）は、山形県米沢市から西置賜郡飯豊町に至る県道（主要地方道）である。

## 概要

### 路線データ
- 陸上距離：28.3km[1]
- 起点：山形県米沢市入田沢（交差点=国道121号交点）
- 終点：山形県西置賜郡飯豊町手ノ子（交差点＝国道113号交点）

## 歴史
- 1993年（平成5年）5月11日 - 建設省から、県道米沢飯豊線を米沢飯豊線として主要地方道に指定される[2]。

## 路線状況

### 重複区間
- 山形県道8号川西小国線（東置賜郡川西町玉庭 - 西置賜郡飯豊町須郷間）

### 橋梁
- 中津川橋（飯豊町、白川湖）
- よろいざわ橋（飯豊町、白川湖）
- 長尾橋（飯豊町、白川湖）

### トンネル、峠など
- 屏風岩トンネル

## 地理

### 通過する自治体
- 米沢市
- 東置賜郡川西町
- 西置賜郡飯豊町

### 交差する道路
- 国道121号
- 山形県道8号川西小国線
- 国道113号

### 沿道の施設など
- 白川ダム（白川湖）
- 手ノ子駅（米坂線）